# Prästevattnet
Prästevattnet är en sjö i Strömstads kommun i Bohuslän och ingår i Strömsåns huvudavrinningsområde. Sjön är 8 meter djup, har en yta på 0,124 kvadratkilometer och befinner sig 29,9 meter över havet.

## Delavrinningsområde
Prästevattnet ingår i det delavrinningsområde (654972-124430) som SMHI kallar för Utloppet av Lången. Medelhöjden är 73 meter över havet och ytan är 40,99 kvadratkilometer. Det finns inga avrinningsområden uppströms utan avrinningsområdet är högsta punkten. Jörlovsälven som avvattnar avrinningsområdet har biflödesordning 2, vilket innebär att vattnet flödar genom totalt 2 vattendrag innan det når havet efter 15 kilometer. Avrinningsområdet består mestadels av skog (69 %), öppen mark (10 %) och jordbruk (17 %). Avrinningsområdet har 1,17 kvadratkilometer vattenytor vilket ger det en sjöprocent på 2,8 %.